# مجبوریم
مجبوریم فیلمی ایرانی در ژانر درام به نویسندگی، کارگردانی و تهیه‌کنندگی رضا درمیشیان و بازی فاطمه معتمدآریا، نگار جواهریان، پارسا پیروزفر، پردیس احمدیه، مجتبی پیرزاده و بهمن فرمان‌آرا ساخته سال ۱۳۹۷ است.

## خلاصهٔ داستان
روایتگر یک دختر کارتن خواب (گل‌بهار) است که توسط شوهرش برای باردار شدن و زایمان، به مردان فروخته می‌شود و ناخواسته در آخرین بارداری تحت عمل جراحی توبکتومی (لوله بستن) قرار می‌گیرد.
یک وکیل (سارا) به وی کمک می‌کند تا از دکتر (مهشید پندار) شکایت کند.

## بازیگران
- فاطمه معتمدآریا
- نگار جواهریان
- پارسا پیروزفر
- بهمن فرمان‌آرا
- پردیس احمدیه
- مجتبی پیرزاده
- ژاله علو
- بابک کریمی
- همایون ارشادی
- رضا بهبودی
- مریم بوبانی
- پریوش نظریه
- احمد حامد
- رامونا شاه
- مسیح کاظمی

## جشنواره‌ها
- برگزیده سی و سومین فستیوال فیلم توکیو۲۰۲۰ ژاپن
- دریافت سه جایزه: جایزه بهترین فیلم فستیوال، جایزه بهترین فیلم از نگاه تماشاگران و جایزه نتپک از بیست و یکمین جشنواره فیلم‌های آسیایی رم، ایتالیا
- بیست و چهارمین فستیوال فیلم شانگهای۲۰۲۱، چین
- چهل و پنجمین فستیوال فیلم هنگ کنگ۲۰۲۱
- هجدهمین فستیوال فیلم چنای، هند
- نوزدهمین فستیوال فیلم پونا، هند
- چهل و نهمین فستیوال فیلم بلگراد، صربستان
- شانزدهمین فستیوال فیلم تریسور
- سیزدهمین فستیوال فیلم بنگلور، هند
- اولین فستیوال فیلم لاتور، هند